# رودريغو فيرا
رودريغو فيرا (بالإسبانية: Rodrigo Vera)‏ هو لاعب كرة قدم مكسيكي، ولد في 23 يونيو 1994.